# 哈桑·謝赫·馬哈茂德遇刺案
東非時間2025年3月18日，索馬里總統哈桑·謝赫·馬哈茂德的車隊在摩加迪沙總統府索馬里別墅附近遭到青年黨以路邊炸彈進行暗殺襲擊。襲擊者使用簡易爆炸裝置，當時馬哈茂德正前往亞丁·阿德國際機場。他在襲擊中倖免於難。

## 背景

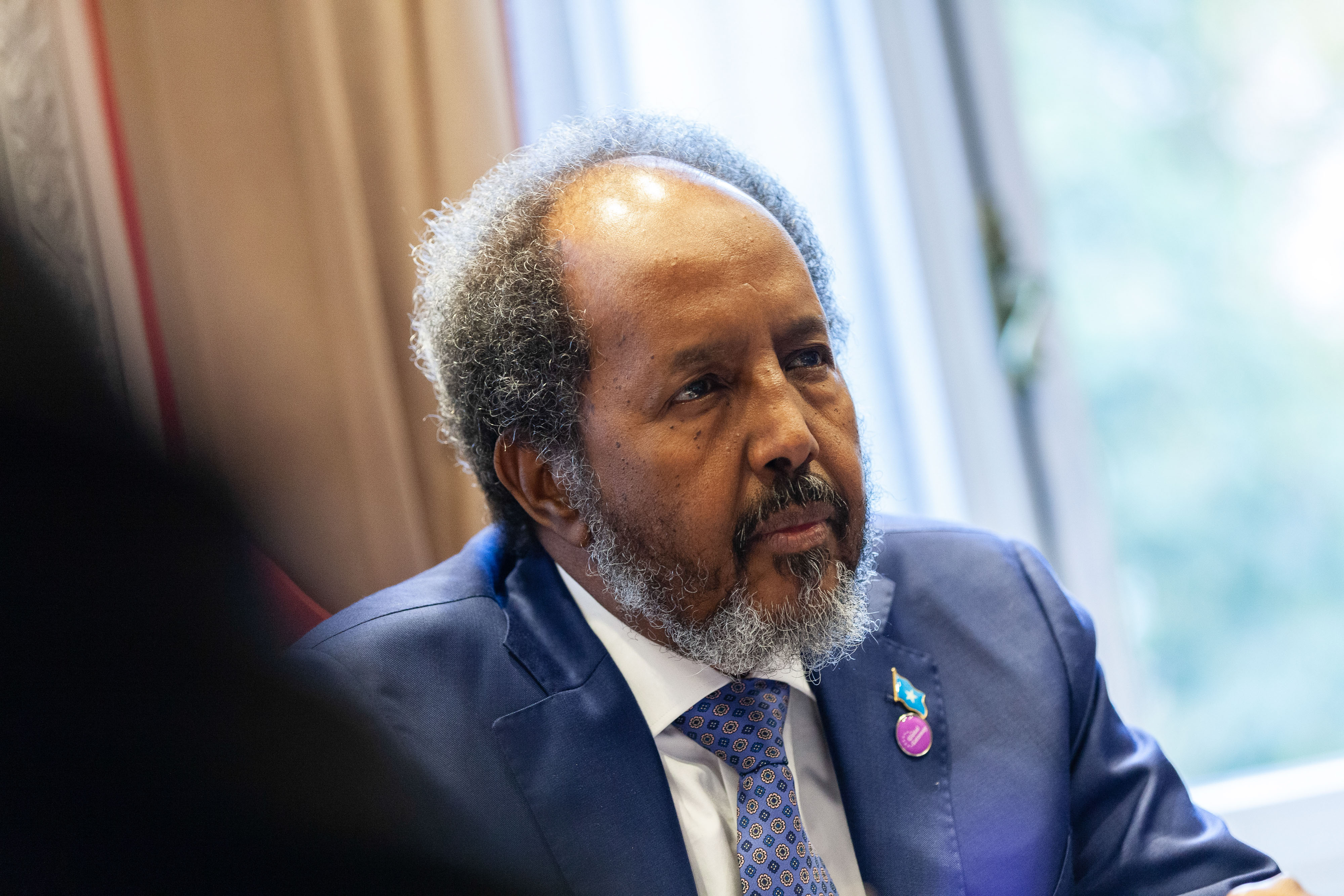
2023年10月的馬哈茂德

青年黨是奉行原教旨主義的激進組織，也是基地組織的盟友，過去十多年來一直在索馬里發動叛亂，至今仍控制該國南部及中部部分地區。該組織曾於2012年、2013年及2014年多次試圖刺殺馬哈茂德。

### 索馬里南部的主要攻勢
2025年2月20日，青年黨在希爾謝貝利州發動「齋戒月行動」，向索馬里國民軍、非洲聯盟駐索馬里特派團及盟友馬維斯利部落民兵發動攻擊。該組織意圖奪回2022年地面攻勢中失去的戰略據點和補給線，並試圖進一步攻入首都摩加迪沙。
行動首日，青年黨便奪取中謝貝利州、希蘭州及下謝貝利州三地超過15個城鎮及村莊。隨後，州首府喬哈爾被武裝分子包圍，希爾謝貝利州州長阿里·阿卜杜拉希·侯賽因倉促逃離，反對派媒體將此情景比作阿富汗總統阿什拉夫·加尼在塔利班攻陷喀布爾時的出逃。
2025年3月7日，美國駐索馬里大使館發出警報，指青年黨可能發動新一輪軍事行動，導致多國緊急取消飛往阿丁·阿德國際機場的航班。翌日，馬哈茂德在演說中批評美國散佈「虛假警報」，意圖削弱其政府穩定，並強調此舉損害索馬里的主權，呼籲國民自立自強，減少對外國援助的依賴。

### 貝萊德文酒店襲擊及圍攻
2025年3月11日，6名青年黨武裝分子突襲貝萊德文的開羅酒店，發動自殺式汽車炸彈襲擊，並持續圍攻24小時。當時，該酒店正在召開會議，協調謝貝利地區的軍事行動，與會者包括部落長老及軍方官員。襲擊造成至少21人死亡，其中包括6名武裝分子及2名長老，另有數十人受傷。

## 襲擊
當地時間2025年3月18日，摩加迪沙總統府索馬里別墅周邊的加巴塔十字路口發生炸彈襲擊。當時，一輛車輛正駛過總統府外的檢查站，爆炸在高度戒備的安全區內發生。總統馬哈茂德當時正與隨行人員前往阿丁·阿德國際機場，準備趕赴希爾謝貝利州前線視察部隊。
炸彈被安置在路邊一棟兩層建築下方，爆炸造成嚴重破壞，鄰近一支安全部隊的防彈車亦受損。青年黨隨後宣稱對襲擊負責。

## 傷亡
爆炸造成至少10人死亡，包括7名安全人員及3名平民，另有20人受傷。死者之一為31歲的Risaala電台記者Mohamed Abukar Dabaashe，他是2025年索馬里首名殉職的記者。

## 後續
事發後，國營媒體索馬里國家電視台發佈照片，顯示總統身處中謝貝利州的阿丹雅巴勒區，該地區正發生青年黨與索馬里國民軍及地方武裝部隊的激烈衝突。
索馬里政府一度關閉Risaala電台，並拘捕22名正在報導襲擊的記者。
3月19日，青年黨以迫擊炮襲擊阿丁·阿德國際機場及哈拉內區，該區域內設有多個國際機構，包括聯合國機構。作為反擊，索馬里國民軍與國家情報安全局隨後在下謝貝利州發動突襲，擊斃超過6名青年黨領袖。

## 反應

### 國內
總統顧問扎卡里耶·侯賽因在Twitter／X表示，馬哈茂德「狀況良好，正趕往前線」。索馬里資訊部發聲明，形容襲擊是「恐怖分子絕望中的懦弱行為」。
前總統謝里夫·艾哈邁德、穆罕默德·阿卜杜拉·穆罕默德，前總理阿卜迪·法拉·希爾登，國會議員阿卜杜拉希·哈希·阿卜迪，以及邦特蘭內政部長阿卜迪·法拉·賽義德·朱哈皆對襲擊表示譴責。
索馬里記者協會亦譴責暗殺未遂事件，指其為「懦夫式恐怖襲擊」，並向殉職記者Dabaashe的家屬及新聞界表達哀悼。

### 國際
多國政府及國際組織對襲擊表示譴責，並向遇難者致哀，包括阿爾及利亞、埃及、約旦、科威特、茅利塔尼亞
、巴勒斯坦國、卡塔爾、沙特阿拉伯、烏克蘭、阿聯酋、英國及美國。

### 非政府組織
非洲聯盟代表馬哈茂德·阿里·優素福嚴厲譴責襲擊。阿拉伯聯盟形容事件為「公然恐襲」，並敦促國際社會進一步加強打擊恐怖組織資金來源的力度。此外，伊斯蘭合作組織及聯合國秘書長安東尼奧·古特雷斯亦對襲擊表達譴責。